# 斑點舌齒鱸
斑點舌齒鱸為輻鰭魚綱鱸形目鱸亞目狼鱸科的一種，為亞熱帶海水魚，分布於東大西洋，從英吉利海峽、地中海、摩洛哥、塞內加爾及蘇伊士灣半鹹水及海域，體長可達70公分，棲息在沿岸底層水域，屬肉食性，以軟體動物、甲殼類及魚類為食，可做為食用魚及遊釣魚。